# Lontano
Lontano est le onzième roman de Jean-Christophe Grangé paru le 9 septembre 2015.

## Résumé
Un bizutage tourne mal dans une zone aéronavale. Le modus operandi est le même que celui de l'Homme-clou, un tueur en série arrêté en Afrique au début des années 1970. Meurtre après meurtre, Erwan Morvan va se voir contraint de mener l'enquête...

## Éditions
Édition imprimée originale
- Jean-Christophe Grangé, Lontano : roman, Paris, éd. Albin Michel, 9 septembre 2015, 777 p. (ISBN 978-2-226-31816-9, BNF 44408762)

Édition au format de poche
- Jean-Christophe Grangé, Lontano, Paris, Librairie générale française, coll. « Le Livre de poche », 3 mai 2017, 960 p., 18 cm (ISBN 978-2-253-09246-9)